# 奥田維城
奥田 維城 (おくだ いき) は、日本で活動する男性音響効果技師である。元スワラ・プロ所属。

## 作品
- あそびあそばせ（AT-X）
- アニメでじゅげむ
- アニメーション制作進行くろみちゃん
- アマガミSS（TBS）
- AURA ～魔竜院光牙最後の闘い～
- Angel Beats!（CBC）
- 浦安鉄筋家族（TBS）
- アニメ週刊DX!みいファぷー（ANB）※今野康之と共同担当
- ウルトラニャンシリーズ ※小山健二と共同担当
- うぽって!!（MX）
- 結城友奈は勇者である シリーズ（MBS）
- カーニバル・ファンタズム
- 神風怪盗ジャンヌ（ANB）
- 神様ドォルズ（TX）
- 金田一少年の事件簿 オペラ座館・新たなる殺人
- 海月姫（CX）
- ジョジョの奇妙な冒険（1st part1）（MX）
- ギャグマンガ日和シリーズ（UHF）※クレジット表記無し
- ダンガンロンパ 希望の学園と絶望の高校生 The Animation（MBS）
- スーパーダンガンロンパ2.5 狛枝凪斗と世界の破壊者
- ダンガンロンパ3 -The End of 希望ヶ峰学園- 絶望編（MX）
- DD北斗の拳（TX）
- DEVIL SURVIVOR2 the ANIMATION（MBS）
- デュラララ!!×2 承（MBS）
- 合体ロボット アトランジャー
- 僕等がいた（UHF）※出雲範子と共同担当
- 蟲師（CX）※出雲範子と共同担当
- まかせてイルか!
- マジカノ（UHF）
- カッパの飼い方
- 最終試験くじら
- PERSONA3 THE MOVIE シリーズ
- Persona4 the ANIMATION（MBS）
- PERSONA5 the Animation（MX）
- Charlotte（MX）
- のらのらの～ら
- Baby Princess 3Dぱらだいす0
- ひなこのーと（MX）
- 少女革命ウテナ アドゥレセンス黙示録
- 十兵衛ちゃん2 -シベリア柳生の逆襲-（TX） ※出雲範子と共同担当
- セイント・ビースト〜聖獣降臨編〜 ※小林直人と共同担当
- またまたセイバーマリオネットJ ※今野博之と共同担当
- セイバーマリオネットJ to X（TX）※今野博之と共同担当
- セクシーコマンドー外伝 すごいよ!!マサルさん（TBS）
- 人類は衰退しました（MX）
- 超ぽじてぃぶ! ファイターズ（TX）
- DISCIPLINE 〜The record of a Crusade〜
- デジモンアドベンチャー（CX）
- デジモンアドベンチャー02（CX）
- デジモンテイマーズ（CX）
- デジモンフロンティア（CX）
- とある科学の超電磁砲（MX）
- VitaminX Addiction
- 天体戦士サンレッド（UHF）
- ボボボーボ・ボーボボ（EX）
- フルーツバスケット（TX）
- 電光超特急ヒカリアン（TX）
- S・A〜スペシャル・エー〜（UHF）
- ようこそ実力至上主義の教室へ（MX）
- レジェンズ 甦る竜王伝説（CX）
- 青の祓魔師 京都不浄王篇（MBS）
- 瀬戸の花嫁（TX）
- 彼方のアストラ
- 刀使ノ巫女（MX）
- 黄昏アウトフォーカス（MX）※牛黒希美と共同担当
- Übel Blatt〜ユーベルブラット〜（MX）